# جامعه توده‌ای

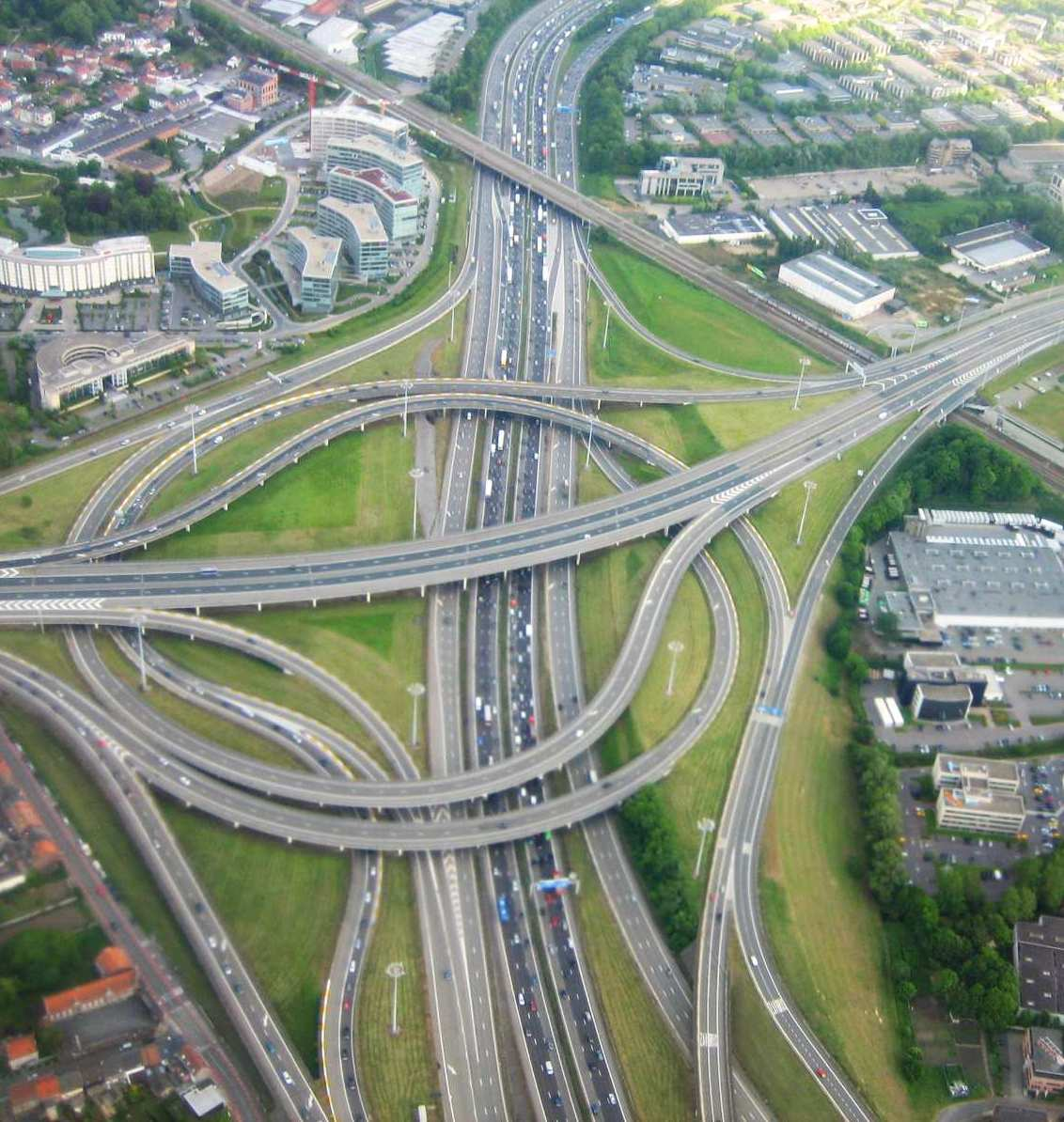
جامعه توده ای

جامعه توده ای مفهومی است که جامعه مدرن را به عنوان نیرویی یکپارچه و در عین حال مجموعه ای متفرقه از افراد توصیف می کند. اغلب به صورت تحقیرآمیز  برای اشاره به جامعه ای استفاده می شود که در آن بوروکراسی و نهادهای غیرشخصی جایگزین برخی از تصورات جامعه سنتی شده و منجر به بیگانگی اجتماعی شده است.
به یک معنا، همه جوامع جوامع توده ای هستند اما این اصطلاح معمولاً به کشورهای توسعه یافته ای گفته می‌شود که دارای فرهنگ توده ای و نهادهای اجتماعی، سیاسی و اقتصادی در مقیاس بزرگ هستند که زندگی روزمره اکثریت مردم را تشکیل می دهند.  در دوران مدرن این واژه با ظهور رسانه های جمعی و اینترنت اهمیت و دامنه وسیع تری پیدا کرده است.